# Daniel Sjölund
Henrik Daniel "Daja" Sjölund (Finström, Åland, 22 april 1983) is een Finse profvoetballer die sinds november 2012 een vrije speler is en voordien voor het Zweedse Djurgårdens IF als middenvelder uitkwam. Per 2015 komt hij voor IFK Norrköping uit.

## Clubcarrière
Daniel Sjölund werd geboren in de plaats Finström, gelegen op Åland, een eiland dat een op Zweden georiënteerde en Zweedssprekende bevolking heeft, maar als regio behoort tot Finland. Sjölund startte zijn carrière als kind bij IF Finströms Kamraterna, daarna kwam hij op prof niveau uit voor IFK Mariehamn en IF Brommapojkarna, voordat hij een contract ondertekende bij West Ham United op de leeftijd van 16 jaar. Hij maakte zoveel indruk in zowel de jeugdteams van West Ham als het Finse nationale team onder 18 en 21, dat Liverpool-manager Gérard Houllier £1 miljoen pond bood voor Sjölund om hem in 2000 naar Liverpool te halen. Na het maar niet bereiken van de A-selectie van Liverpool FC, werd Sjölund verhuurd aan Zweedse club Djurgardens.

### Djurgardens IF
Hij werd in 2003 eerst gehuurd van Liverpool, maar aan het einde van het seizoen werd hij definitief overgenomen. Sjölund werd met zijn club landskampioen in 2003 en 2005, tevens behaalde hij ook de Zweedse beker binnen in 2004 en 2005 met zijn club.
Daniel speelde tussen 2013 en 2014 voor Atvidabergs FF. Daar speelde hij 46 competitie wedstrijden en scoorde 6 goals.
In januari 2015 tekende hij bij IFK Nörrkoping.

## Interlandcarrière
Onder leiding van bondscoach Antti Muurinen maakte Sjölund zijn debuut voor Finland op donderdag 22 mei 2003 in de vriendschappelijke uitwedstrijd tegen Noorwegen (2-0 nederlaag). Hij viel in dat duel na 82 minuten in voor aanvaller Shefki Kuqi.
| Interlanddoelpunten | Interlanddoelpunten | Interlanddoelpunten | Interlanddoelpunten | Interlanddoelpunten | Interlanddoelpunten | Interlanddoelpunten | Interlanddoelpunten |
| #                   | Datum               | Locatie             | Wedstrijd           | Goal(s)             | Score               | Uitslag             | Wedstrijd           |
| ------------------- | ------------------- | ------------------- | ------------------- | ------------------- | ------------------- | ------------------- | ------------------- |
| 1                   | 12/11/2005          | Helsinki            | Finland – Estland   | 7'                  | 1 – 0               | 2 – 2               | Oefeninterland      |
| 2                   | 10/09/2008          | Helsinki            | Finland – Duitsland | 53'                 | 3 – 2               | 3 – 3               | WK-kwalificatie     |

## Erelijst
Djurgårdens IF
- Zweeds landskampioen

2003 en 2005
- Beker van Zweden

2004 en 2005
 IFK Norrköping
- Zweeds landskampioen

2015